# Amboise
Amboise là một xã trong tỉnh Indre-et-Loire, thuộc vùng hành chính Centre-Val de Loire của nước Pháp, có dân số là 11.457 người (thời điểm 1999). Trong thành phố là lâu đài Amboise từ thế kỉ 15/thế kỷ 16, đã từng là nơi ngự trị của triều đại Valois và sau này là trại giam.

## Nhân khẩu học
| 1946  | 1954  | 1962  | 1968  | 1975   | 1982   | 1990   | 1999   |
| ----- | ----- | ----- | ----- | ------ | ------ | ------ | ------ |
| 4 443 | 6 736 | 7 953 | 8 625 | 10 680 | 10 857 | 10 982 | 11 457 |

## Những người con của thành phố
Tư liệu liên quan tới Amboise tại Wikimedia Commons
- Charles VIII của Pháp, vua của Pháp